# 쌀먹
쌀먹(Gold farming)이란 대규모 다중 사용자 온라인 게임(MMO)을 플레이해 게임 내 화폐를 획득하고 이를 나중에 실제 돈으로 판매해 거래하며 돈을 버는 행위를 통틀어 가리킨다. 상업적, 집단적으로 이런 쌀먹하는 행위를 한국어로 통상 작업장이나 오토라고 부르기도 한다.
쌀먹은 레벨이나 경험치가 아닌 게임 내 재화 수확만을 목표로 활동하는 것을 의미하므로 보통의 멀티 온라인 게임에서 보이는 경험치 파밍이나 레벨업 집중(Power-leveling)과는 구별된다. 하지만 이런 육성 관행들은 실제 노동하는 매커니즘이 비슷할 수 있으며 실제로 여러 게임에서 쌀먹으로 일하는 사람들이 경험치 파밍으로도 일하기도 한다.
대부분의 게임 운영자는 게임 내 재화를 실제 현금으로 판매하는 행위를 금지하고 있지만, 경제적 불평등과 게임 내 재화를 얻는 데 많은 시간이 소모된다는 점 때문에 쌀먹의 수익성이 높다고 계산된다. 게임 플레이 시간을 절약하러는 선진국의 부유한 게이머가 개발도상국의 쌀먹 게이머에게 돈을 지불해서 게임 내 재화를 구매한다. 쌀먹은 신용 카드 사기와도 관련이 있는데 쌀먹에 사용된 게임 계정이 도난 당한 신용 카드로 결제되는 경우가 많다.
영어로 "골드 파밍"이라는 용어는 원래의 의미 외에도 일부 부분유료화 게임에서 사용자가 수수료를 내지 않고 플레이할 수 있도록 하는 대기 시간이나 광고 시간 등을 설명하는 데도 사용된다.

## 역사
1990년대 후반 개인 수공업으로 시작된 쌀먹은 2000년대 들어 대규모 다중 사용자 온라인 게임의 인기가 높아지면서 점점 상업화되었다.
과거에는 사용자가 이베이와 페이팔을 이용해 울티마 온라인과 리니지에서 개별적으로 아이템이나 게임 내 골드 등을 판매해 실제 돈으로 바꿨으나 현대의 상업화된 쌀먹은 대한민국에서 시작되었을 가능성이 높다. 2001년 멘체스터 대학의 보고서에 따르면 한국의 인터넷 카페가 국내  수요를 충족하기 위해 일명 "작업장"이 되었다고 지적했다. 인터넷 카페에서 장시간 근무하는 풀타임 쌀먹 사용자가 활동하는 이 모델은 중국에 아웃소싱되어 한국 게이머의 수요를 충족했다. 그러다 중국의 작업장 사업은 2004년 경부터 급격히 성장하기 시작했다. 내륙 지방의 값싼 노동력이 대도시로 밀려들었고 도시로 온 전직 농부들은 쌀먹 작업장에 투입되어 활동하기 시작했다. 2011년 《가디언》지는 일부 중국 재교육 수용소의 수감자가 교도소 이익충족을 위해 작업장에 강제로 일하고 있는 상태라고 보도했다.

## 같이 보기
- 디지털 통화
- 블록체인 게임
- 경험치
- 가상 경제
- 가상 재화
- 비디오 게임의 치팅

## 참고 문헌
- Heeks, Richard (2008). “Current Analysis and Future Research Agenda on "Gold Farming": Real-World Production in Developing Countries for the Virtual Economies of Online Games” (PDF). 《Development Informatics--Working Paper Series》 (United Kingdom: University of Manchester) 28.